# Мартини
Мартини (енгл. Martini) је коктел који се прави од џина и вермутa. Понекад, вотка је замена за џин, иако је то правилно назива вотка мартини или воткатини. Пије се скоро увек са маслинком или, ређе са кришком лимуна. То је често описан као „Крисп мартини“. 
Х. Л. Менкен је назвао мартини „јединим америчким изумом савршеним као сонет“, а Е. Б. Вајт га је назвао „еликсиром тишине“.

Током година, мартини је постао један од најпознатије мешаних алкохолних пића. Х. Л. Менцкен једном је називао Мартини „јединим америчким изумом који је савршен као сонет“, а Е. Ухите га је назвао „еликсиром за мир“. Мартини је један од шест основних пића наведених у Дејвид А. Ембаријевом „Умећу мешања пића“. Такође су познате чувене речи Џејмса Бонда: 
Мартини. Мућкан, не мешан.

## Припрема
До 1922. мартини је достигао свој најпрепознатљивији облик у коме се лондонски суви џин и суви вермут комбинују у односу 2:1, мешају у чаши за мешање са коцкицама леда, уз опциони додатак наранџе или ароматичног битера, а затим процеђују у охлађеној чаши за коктел. Временом је генерално очекивани украс постао избор корисника: зелена маслина или кора лимуна.
Суви мартини се прави са мало вермута или без њега. Наручивање мартинија „екстра сув“ ће резултирати у још мање или без додавања вермута. До бурних двадесетих, то је постала уобичајена наруџба пића. Током 20. века, количина вермута је стално опадала. Током 1930-их однос је био 3:1 (џин према вермуту), а током 1940-их тај однос је био 4:1. Током друге половине 20. века, 5:1 или 6:1 суви мартини се сматра нормом. Сушније варијације могу да иду на 8:1, 12:1, 15:1 („Монтгомери“, након наводне склоности британског фелдмаршала Бернарда Монтгомерија да напада само када је у поседу велике бројчане надмоћи).
Има оних који су се залагали за потпуно укидање вермута. Драмски писац Ноел Кауард је заслужан за тврдњу да „савршен мартини треба да се направи тако што се чаша напуни џином, а затим маше у правцу Италије.“ Черчил мартини уопште не користи вермут, и требало би да буде припремљен са џином директно из фрижидера док се баца поглед на затворену флашу сувог вермута, или са скривеним наклоном у правцу Француске.
Влажни мартини садржи више вермута; 50-50 мартинија користи једнаке количине џина и вермута. Окренути или обрнути мартини има више вермута него џина. Прљави мартини садржи мало маслинове туршије или сока од маслине и обично је украшен маслином.
Савршени мартини користи једнаке количине слатког и сувог вермута.
Луис Буњуел је користио суви мартини као део свог креативног процеса, редовно га је користио да одржи „сањарење у бару”. Он у својим мемоарима нуди сопствени рецепт, који укључује Ангостура битере.
Године 1966, Америчка асоцијација за стандарде (ASA) објавила је К100.1-1966, „Кодекс безбедности и захтеви за суви мартини“, ироничан приказ о томе како се прави „стандардни“ суви мартини. Последњу ревизију овог документа, К100.1-1974, објавио је Амерички национални институт за стандарде (ANSI), наследник ASA, иако то више није активан стандард.